# Rynek 4 (Lublin)

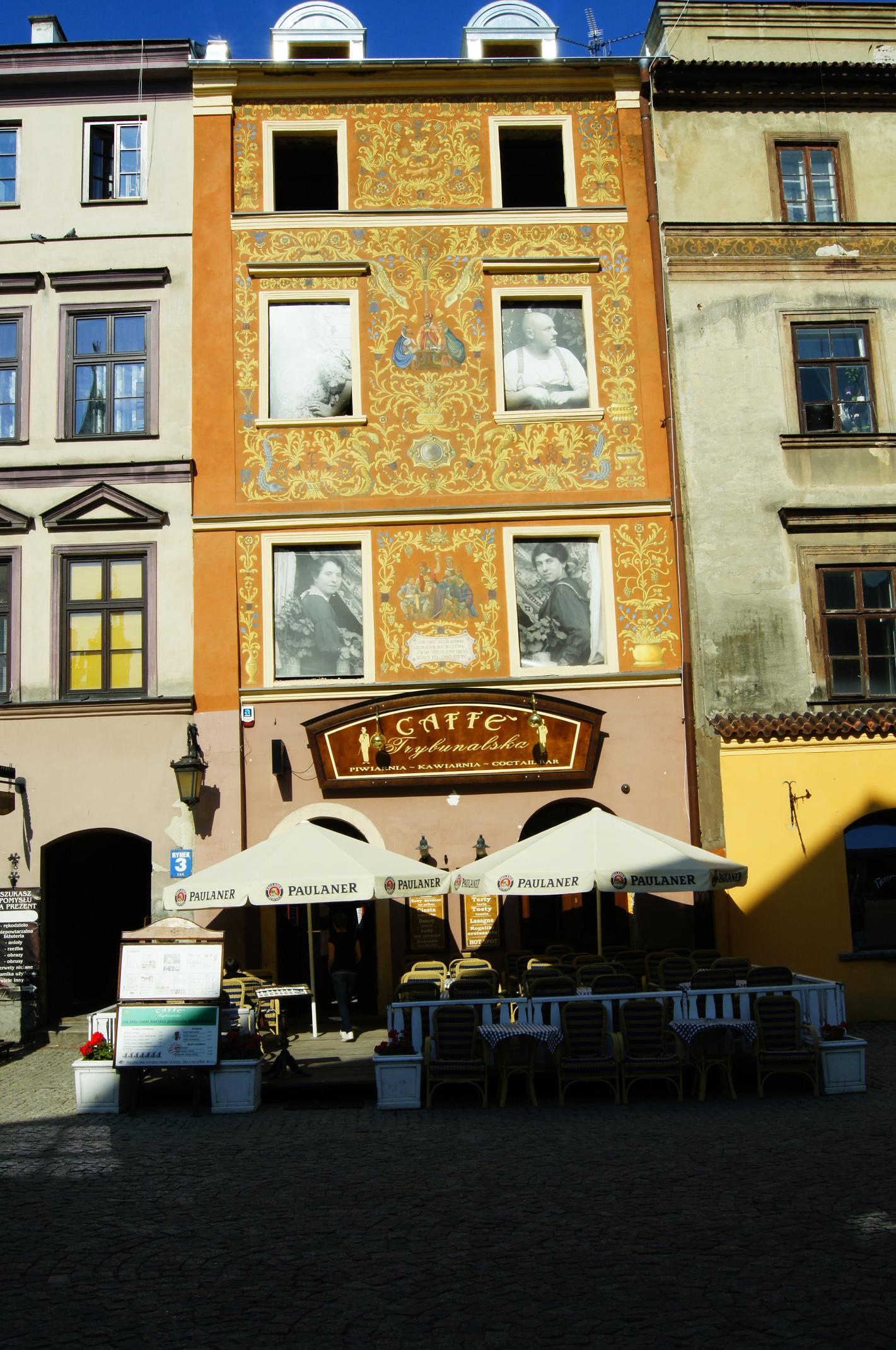
Gebäude bei Rynek 4 in Lublin

Das Gebäude an der Adresse Rynek 4 befindet sich in der historischen Altstadt von Lublin in Polen, genauer: am Marktplatz.

## Geschichte
Vermutlich wurde das Gebäude im 15. Jahrhundert errichtet und wurde 1582 in ein zweigeschossiges Haus mit Dachgeschoss umgebaut. Das Dachgeschoss wurde 1887 entfernt und an dessen Stelle ein drittes Obergeschoss errichtet. Sgraffito-Dekorationen wurden während einer Renovierung 1938 in den Zwischenräumen der Fenster geschaffen. Diese zeigten Herme, welche die Fenster flankiert haben. Zusätzlich war folgende Inschrift angebracht: AD 1938 RENOWATA. Später wurden diese Sgraffito durch polychrome Dekorationen mit Darstellungen der Legende der Teufelshand ersetzt. Im ersten Obergeschoss zwischen den Fenstern findet sich folgende Inschrift:

„Takowy bankiet potrzeba sprawować / sedziów, aktorów, jurystów częstować / stać pod ratuszem pewnie noga boli / kieliszek wina czlowiek wypić woli“

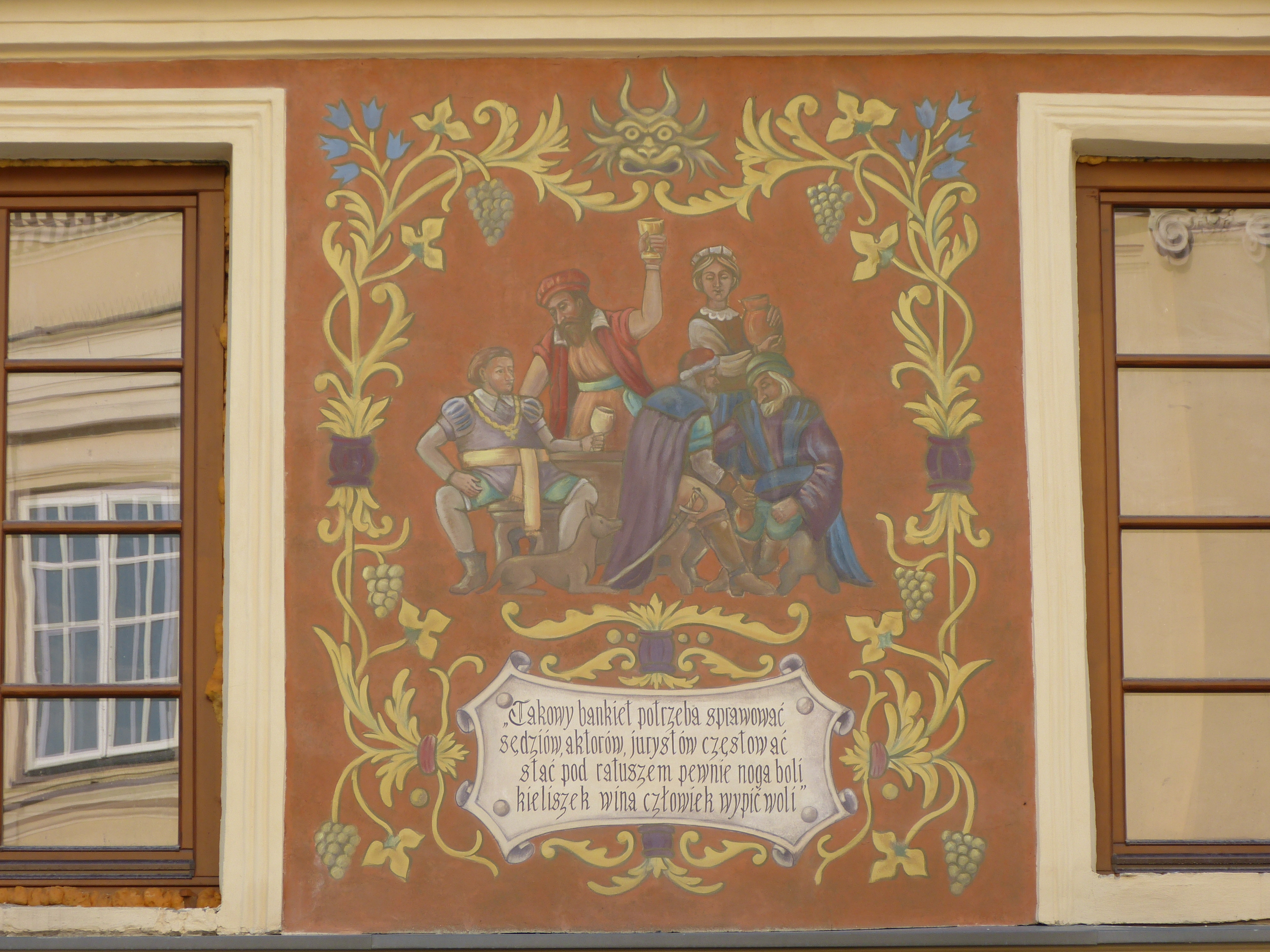
Sgraffito der Legende der Teufelshand
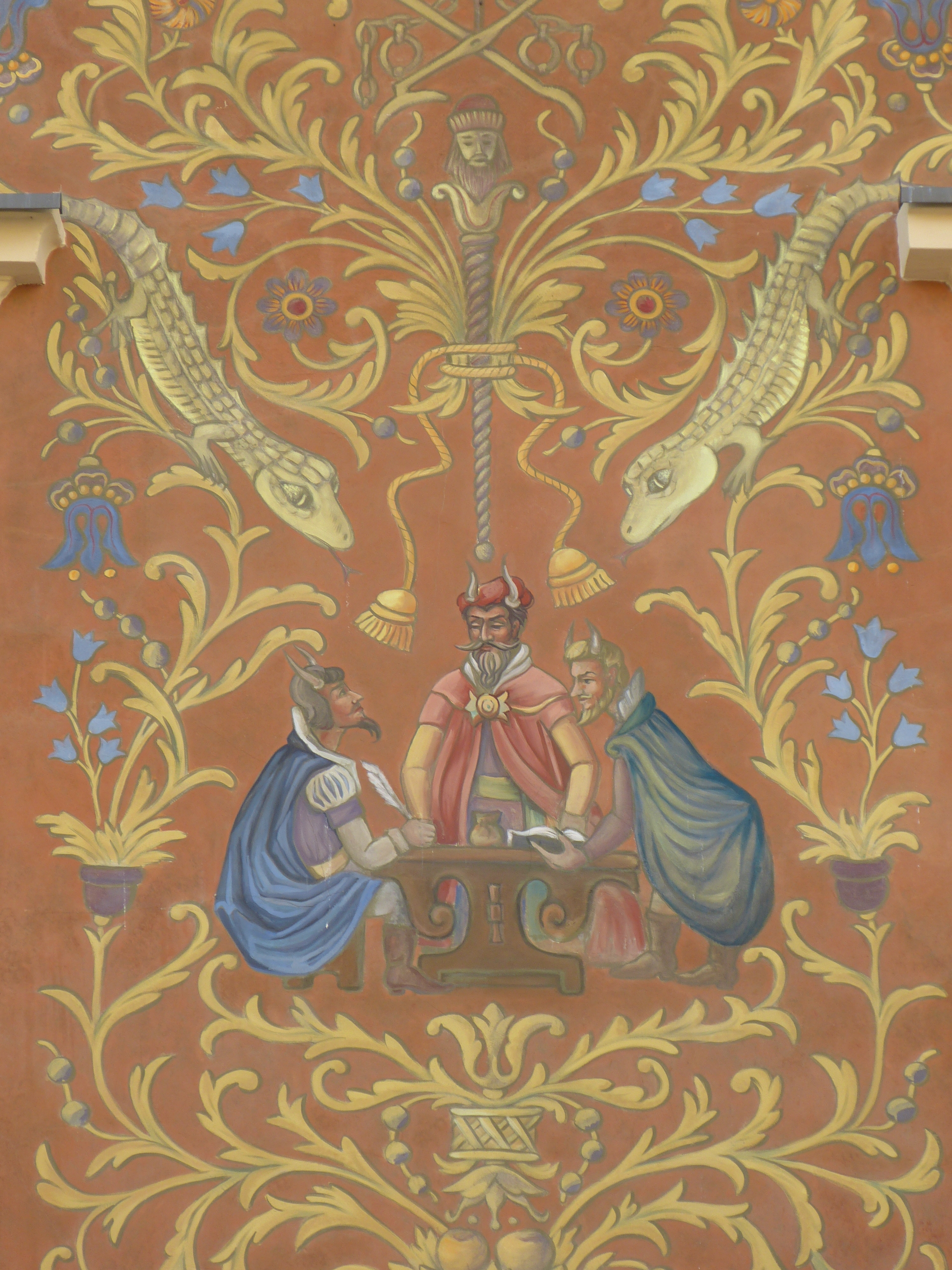
Sgraffito der Legende der Teufelshand